# Gynopleura
Gynopleura je rod iz porodice Passifloraceae.
Ovaj rod još nema priznatih vrsta. Nije riješen status 11 vrsta.